# 胡慶餘堂

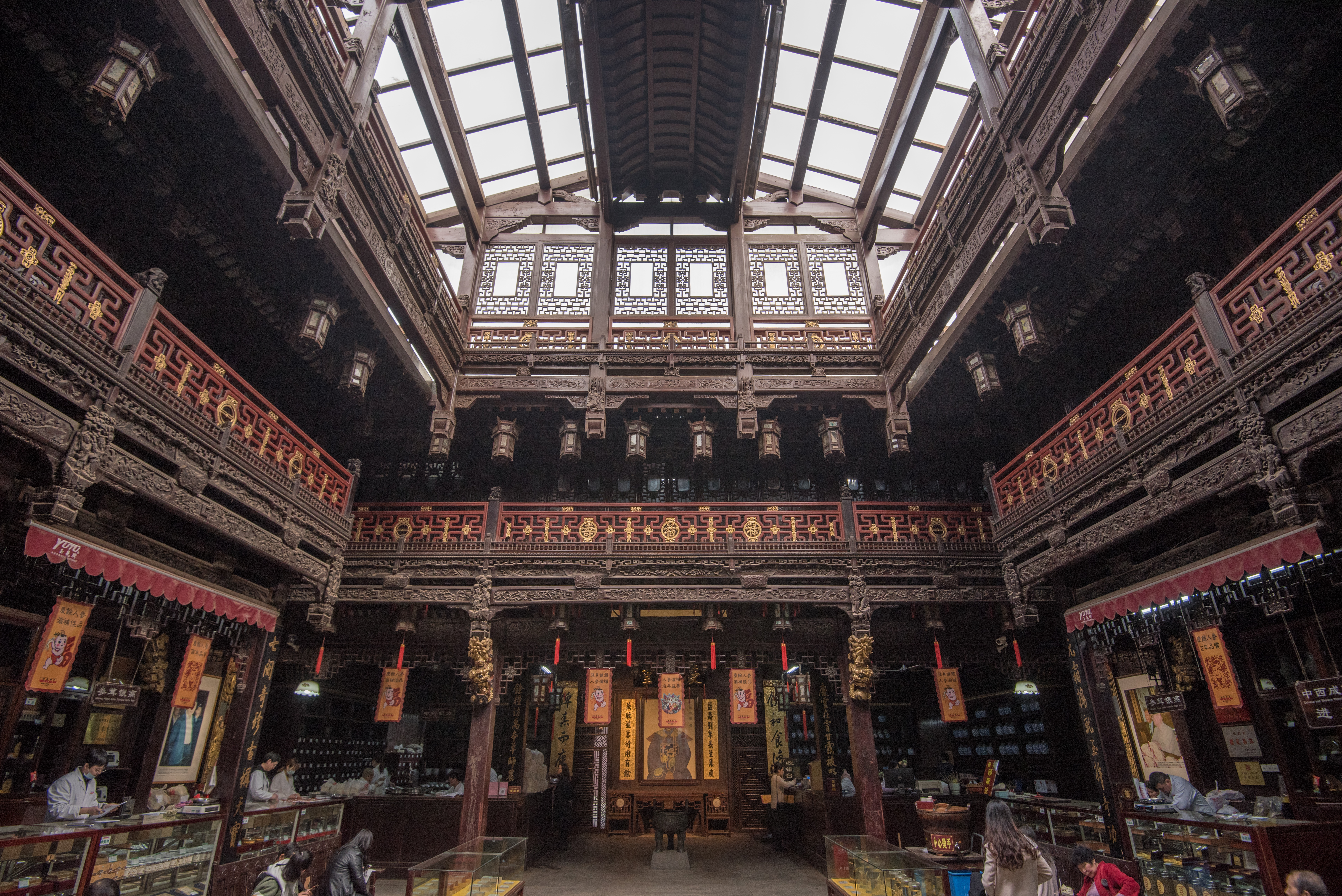
胡慶餘堂

胡慶餘堂（こけいよどう、中国語繁体字：胡慶餘堂、中国語簡体字：胡庆余堂、拼音：Huqingyutang）は、中華人民共和国の老字號の薬局、製薬会社、問診所。清末期の実業家である胡雪巌が、「紅頂商人」と呼ばれるその財力によって、同治13年（1874年）に創業。
本社は浙江省杭州市上城区の清河坊街大巷。中国本土と海外華僑の間での知名度と信頼性から「江南藥王」の美称で呼ばれ、北京市の「老字號」である同仁堂と人気を二分する有名薬店である。「慶余救心丸」や「避瘟丹」などの薬が有名である。
胡雪巌は、銭荘から起業し、杭州知府王有齢の助力の下、阜康銭荘を創立する。ここから金融、不動産、食料、運輸と商売を広げてゆき、左宗棠の信任を得て政商として活躍、同治13年に胡慶餘堂を創業することとなる。面積は3000平方メートルで、当時の銀30万両を費やした。中國江南地方の建築様式で建てられており、杭州市の河坊街と南山路の漆喰で塗られた壁面に、黒く大書で「胡慶餘堂」の文字が書かれている。この広告宣伝は、民國期に制作された。後に政争に巻き込まれ破産し総てを失った胡雪巌であるが、胡慶餘堂は現在にまで残る唯一の店となり、彼の偉業を今に伝えている。薬は人命に関わることから、偽者を戒める「戒欺」の言葉を、胡雪巌みずから定める。当初は「慶餘堂」という名称であったが、胡雪巌を慕う杭州の人々から氏の「胡」を冠して呼ばれる様になり、現在の胡慶餘堂となっている。
この場所で現在でも製薬と問診を行っている。専門医の問診で処方された藥を購入できる。また博物館としても機能しており、参観者は気軽に入館し、処方箋の必要ない薬を購入できる。
日本でも代理店を通じて医療用漢方エキス製剤などを販売している。

## 外部連接
- 胡慶餘堂公司